# Шеразадишвили, Николоз
Николоз Шеразадишвили (груз. ნიკოლოზ შერაზადიშვილი; род. 19 февраля 1996) — испанский дзюдоист грузинского происхождения, двукратный чемпион мира, бронзовый призёр чемпионатов Европы.

## Биография
Николоз Шеразадишвили переехал на постоянное место жительство в Испанию в возрасте 15 лет. С этого года он выиграл свои первые медали, бронзу чемпионатов Европы среди юниоров в Бухаресте. В следующем году он выиграл две серебряные медали - в Малаге в европейском чемпионате среди юниоров и в Абу-Даби на мировом первенстве среди юниоров.
Это бронзовый призер в категории до 90 кг на чемпионате Европы по дзюдо 2018 года и золотой медалист в той же категории на Средиземноморских играх в 2018 году.
На чемпионате мира 2018 года в Баку, в весовой категории до 90 кг, одержал победу во всех своих поединках и завоевал золотую медаль на мировых чемпионатах.
В июне 2021 года на чемпионате мира, который состоялся в столице Венгрии, в Будапеште, испанский спортсмен завоевал золотую медаль в весовой категории до 90 кг, став двукратным чемпионом мира, победив в финале спортсмена из Узбекистана Давлата Бобонова.
Весной 2024 года на предолимпийском чемпионате мира, который состоялся в Объединённых Арабских Эмиратах, Николоз завоевал бронзовую медаль. В поединке за третье место он одолел соперника из Канады Кайла Риса.